# 셀레가스
셀레가스(Selegas), 사르데냐어로는 셀리가스는 이탈리아 사르데냐 주 수드사르데냐도에 있는 코무네이다. 칼리아리에서 북쪽으로 약 40 킬로미터 (25 mi) 떨어져 있다. 2004년 12월 31일 기준으로 인구는 1,511명이고 면적은 20.5 제곱킬로미터 (7.9 mi2)이다.
셀레가스는 다음 코무네와 접한다: 제시코, 구아마조레, 오르타체수스, 세노르비, 수엘리.